# Angelica Bellonata Facius

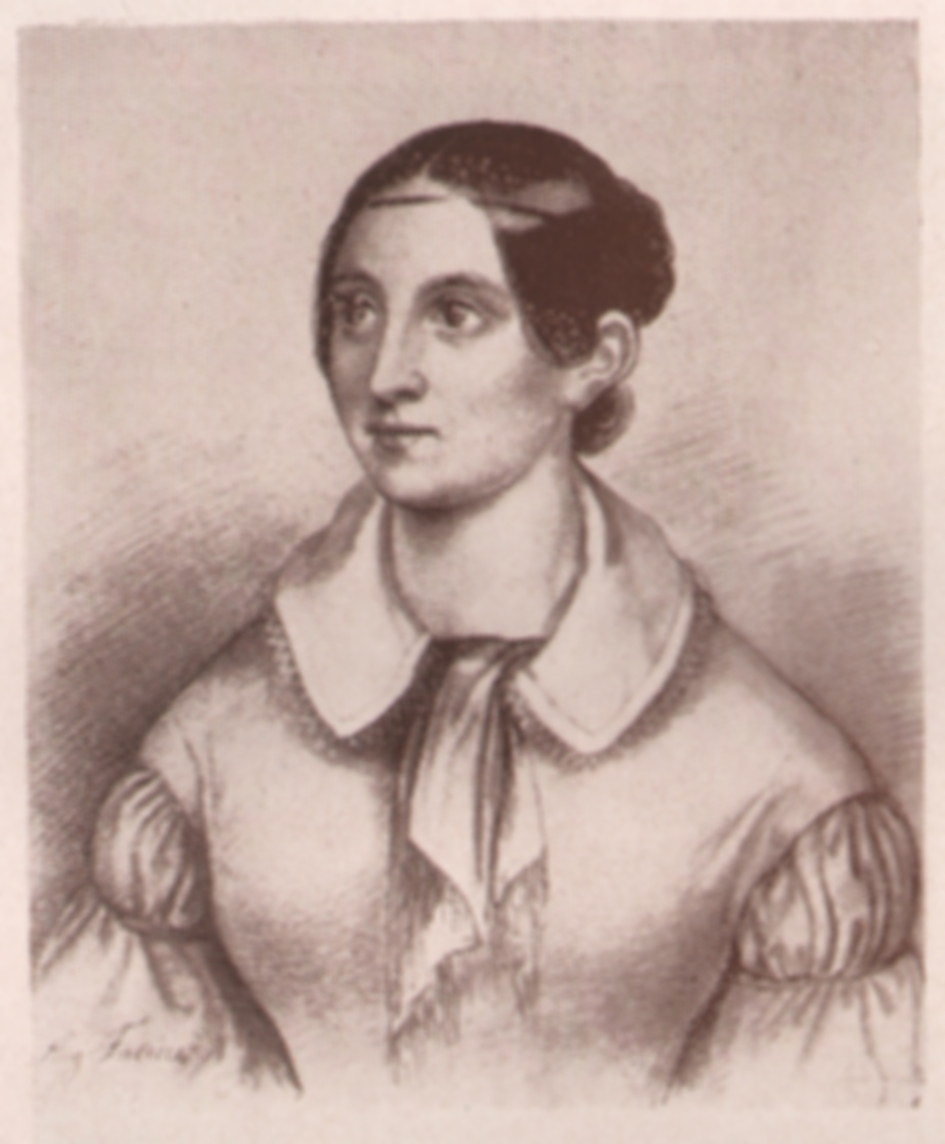
Angelica Bellonata Facius,
porträtiert von Louise Seidler, 1842

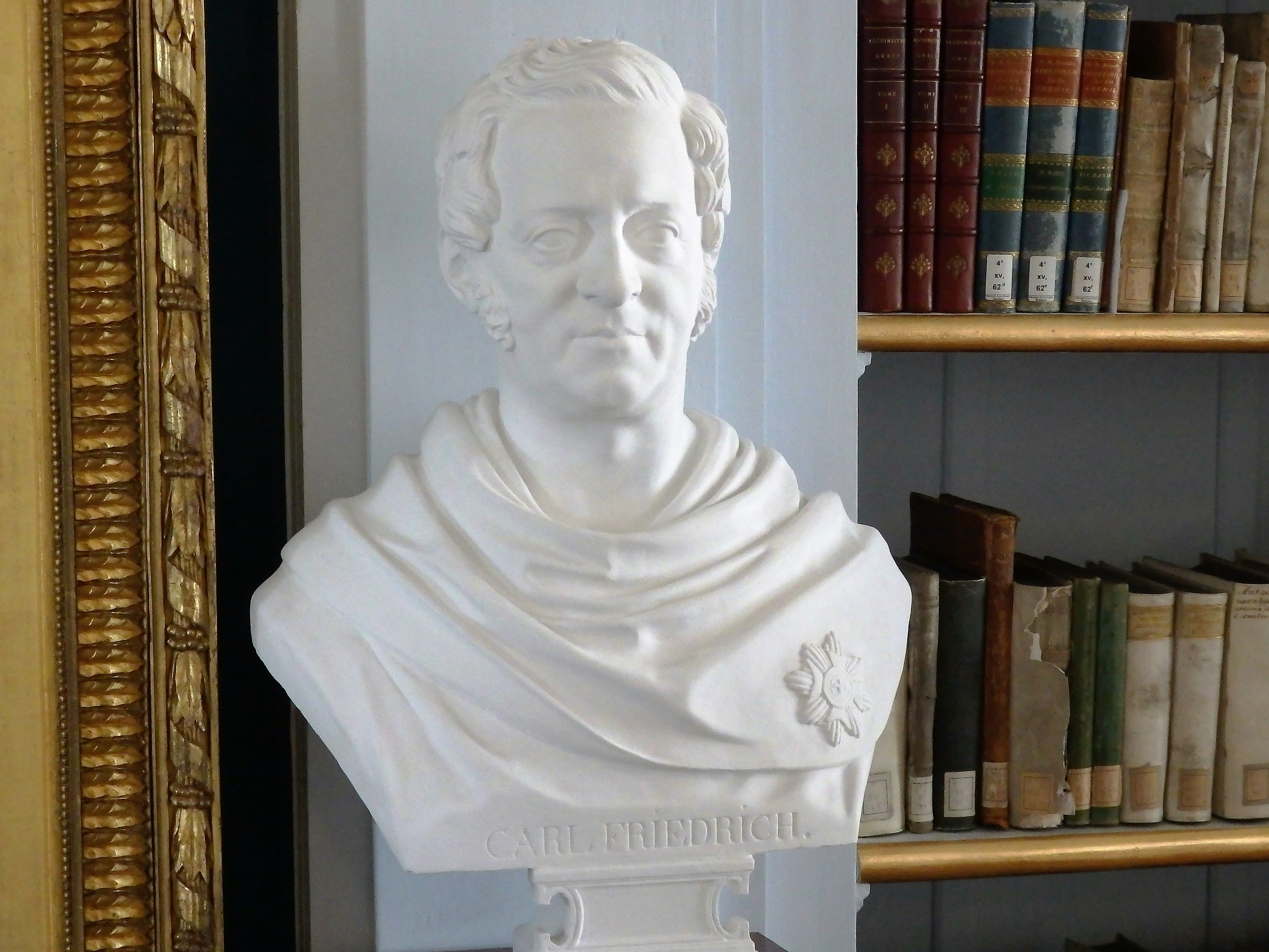
Angelica Facius, Großherzog Carl Friedrich von Sachsen-Weimar, Büste in der Herzogin-Anna-Amalia-Bibliothek in Weimar

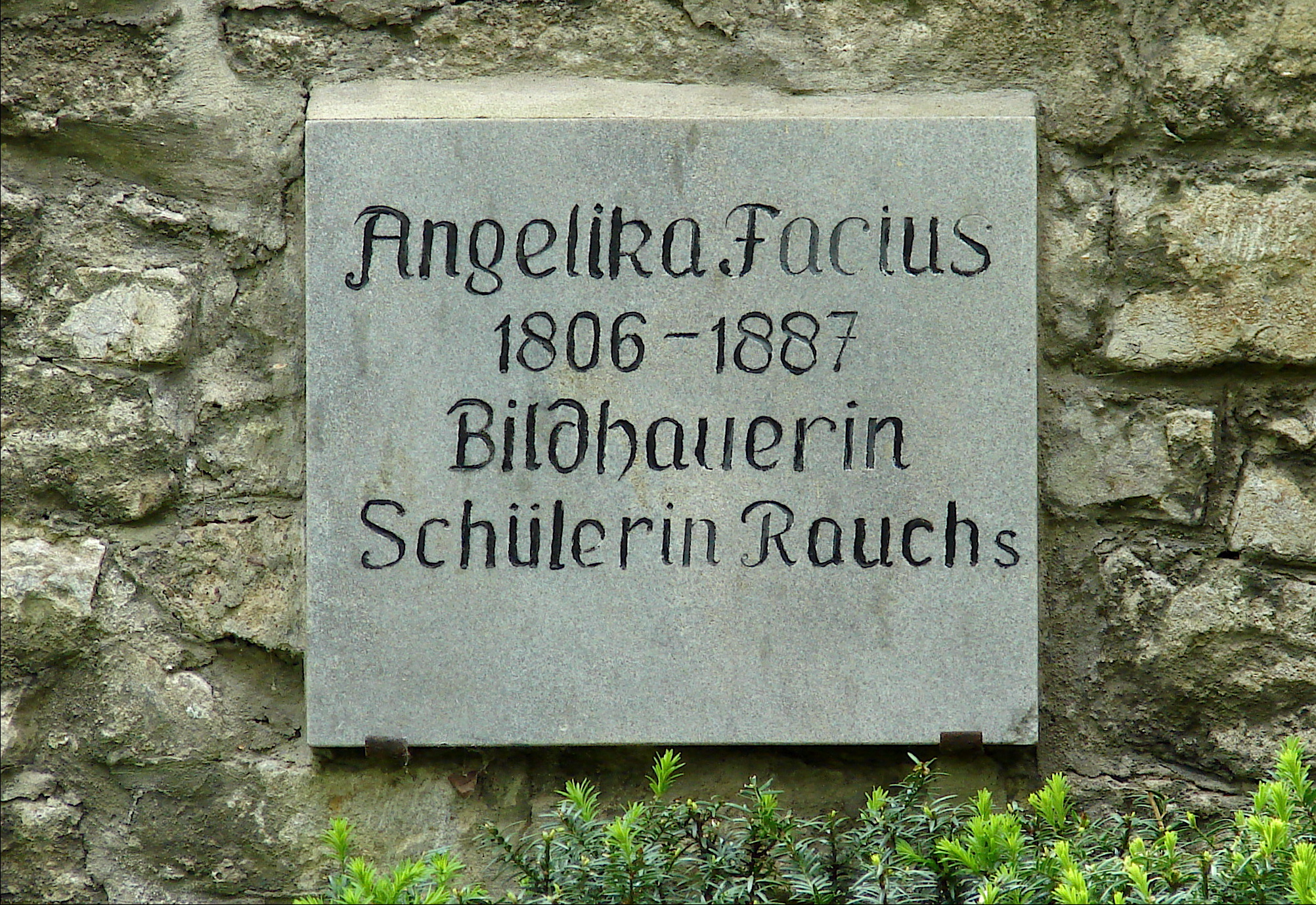
Grabstein für Angelika Facius auf dem Historischen Friedhof Weimar (östliche Friedhofsmauer)

Angelica Bellonata Facius (* 13. August 1806 in Weimar; † 17. April 1887 ebenda) war eine deutsche Bildhauerin, Medailleurin und Gemmenschneiderin.

## Leben und Werk
Sie war die Tochter von Friedrich Wilhelm Facius, den sie in ihren Fähigkeiten weit übertraf. Sie war eine Schülerin Christian Daniel Rauchs in Berlin und stark geprägt vom Kreis um Goethe in Weimar. Nach fünfjähriger Lehrzeit beim Vater, der durch den Besuch der von Goethe geförderten Fürstlichen freien Zeichenschule in Weimar begleitet wurde, erhielt sie weiteren Unterricht bei Peter Kaufmann, dem Weimarer Hofbildhauer. 1825 wurde sie Goethe vorgestellt, der ihre künstlerische Entwicklung förderte. Ihr ungewöhnliches Talent verschaffte ihr die Förderung weiterer namhafter Persönlichkeiten, wie Leonhard Posch, Gottfried Schadow und des bekannten Medailleurs Gottfried Bernhard Loos.
In Berlin verbrachte sie 1827 bis 1834 ihre Lehrjahre bei dem Bildhauer Christian Daniel Rauch und wohnte zeitweise bei dem Komponisten Karl Friedrich Zelter, der Goethe in seinen Briefen von ihren Fortschritten berichtete.
Angelica Facius gehört zu den bedeutendsten deutschen Bildhauerinnen der 1. Hälfte des 19. Jahrhunderts und zur führenden Berliner Bildhauerschule.

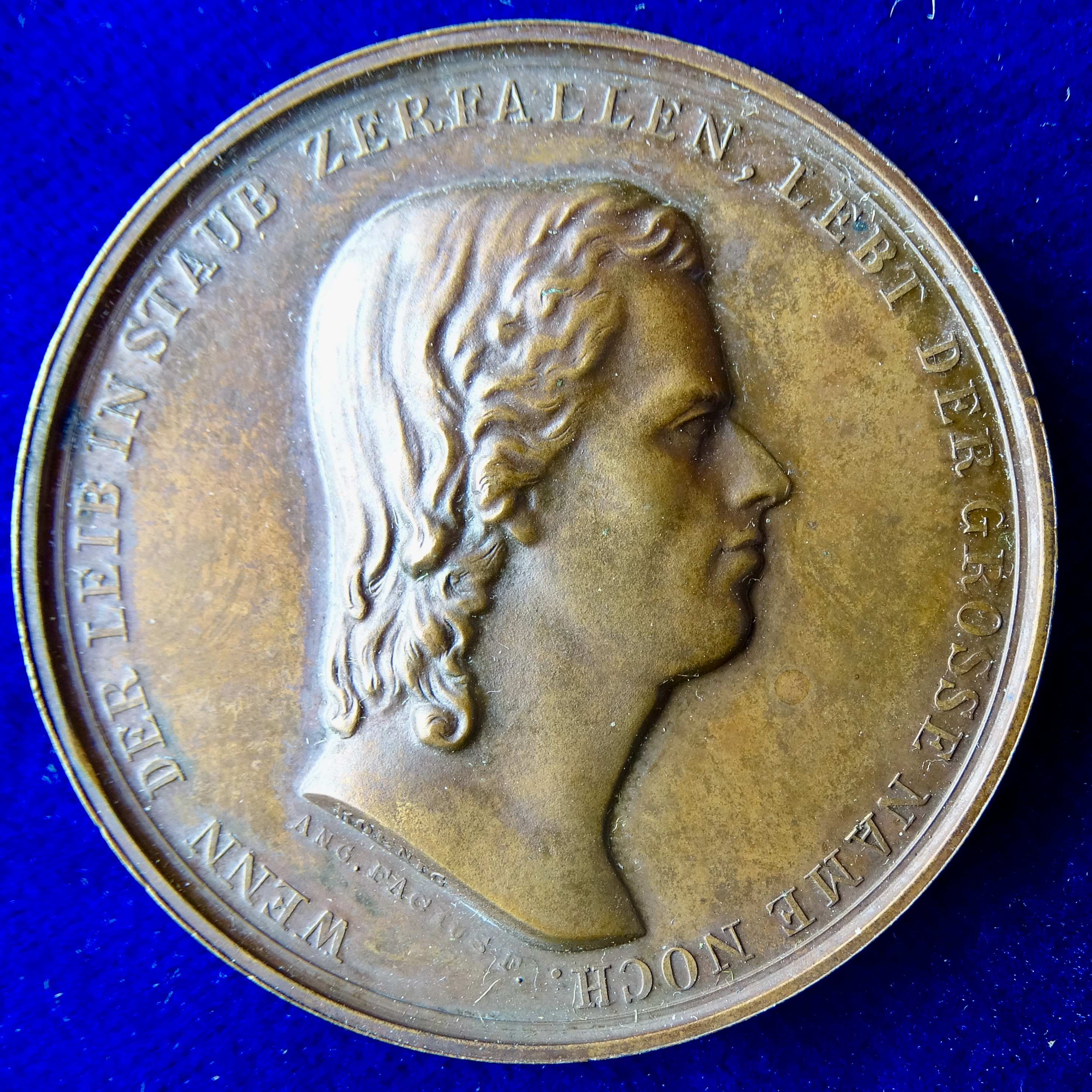
1847 Medaille von Angelica Facius auf den Erwerb des Schillerhauses durch die Stadt Weimar, Vorderseite

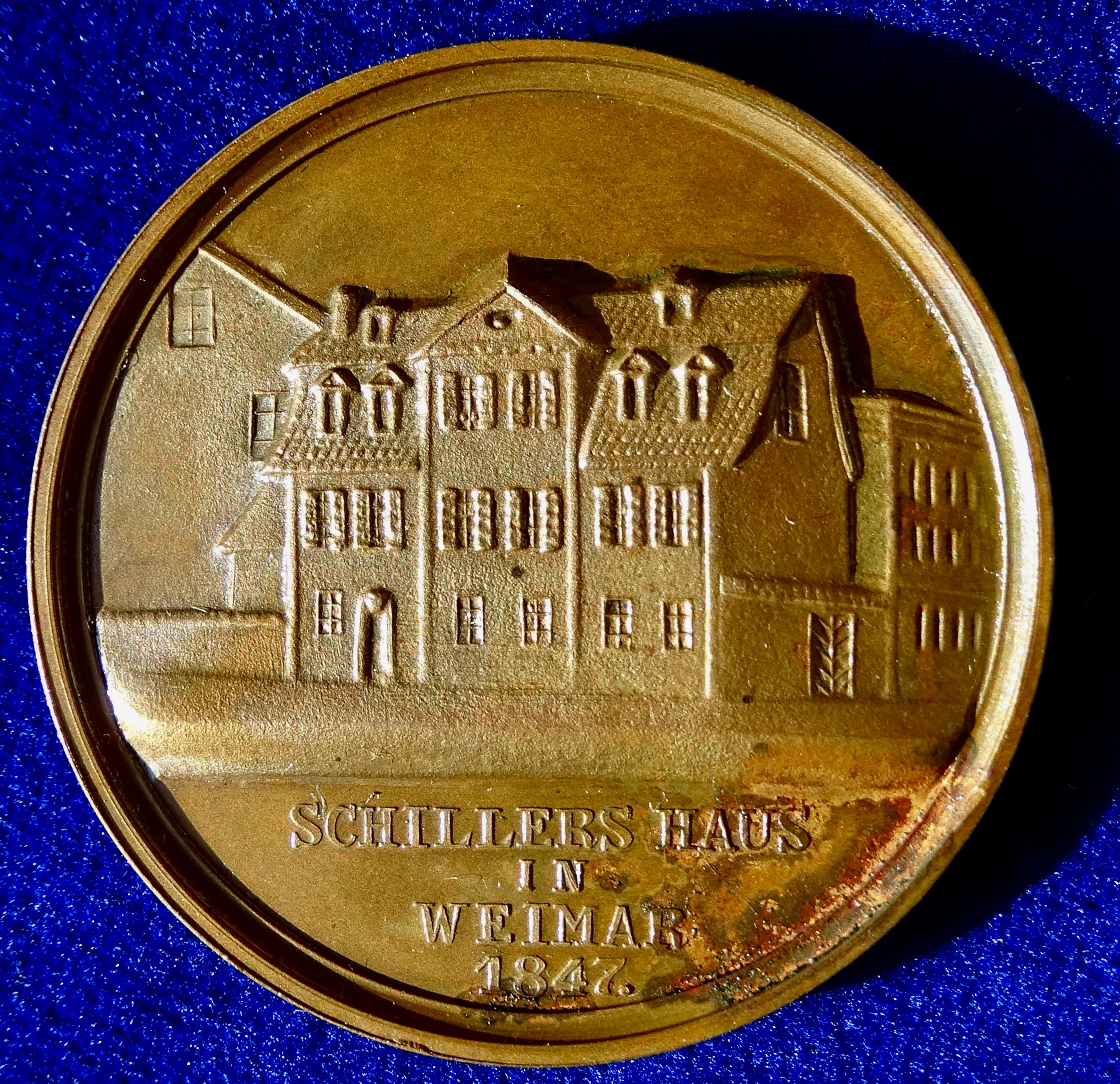
Schillers Wohnhaus auf der Rückseite dieser Medaille, heute World Heritage

Facius Hauptwerke sind Arbeiten für das Weimarer Schloss (Zueignungsrelief mit dem Medaillon Goethes, Viktorienreliefs, Apolloköpfe, aber vor allem die Schmucktüren) und 19 filigrane Kameen wichtiger Weimarer Persönlichkeiten, die heute im Dresdner Grünen Gewölbe verwahrt sind. Zu ihren besten Schnitten gehören das Bildnis des Großherzogs Karl August von Weimar in einem Karneol, die Medaille zur Feier des Jubelfestes des Großherzogs Karl August von Weimar (1825) und die unter Rauchs Leitung vollendete Medaille auf den Tod dieses Fürsten. Ebenso ausgezeichnet sind ihre Porträts in Gemmenart und ihre Büsten in Gips, Siegel und Basreliefs. Sie schuf zahlreiche Skulpturen.
Das Schaffen von Facius ist nach Brodrecht (s. Literatur) weit umfangreicher, vielfältiger, anspruchsvoller und eigenständiger als bisher angenommen. Einige Werke gelten als verschollen, allerdings konnten in den letzten Jahren auch Werke wie ein Schützenpokal, das Brustbild Schillers auf dem Schilleralbum, eine Statuette Maria Pawlowas, eine Kinderbüste für Beust, eine Büste von Zelters Stieftochter, eine Muschelkamee mit dem Bildnis von A. Feodorowna oder Kandelaberfiguren wiederentdeckt werden, sodass weitere Entdeckungen in der Zukunft nicht auszuschließen sind.
Angelika Facius ist auf dem Historischen Friedhof Weimar bestattet. Ihr Grabstein findet sich an der östlichen Friedhofsmauer.